# 이응일
이응일(1977년 ~ )은 대한민국의 영화감독이자 배우이다. 서울대학교 생물학과를 졸업하였다. 장편영화로 불청객이 있다.

## 가족 관계
- 아버지 : 이이화 (1937년 8월 23일 ~ 2020년 3월 18일)
- 어머니 : 김영희 (1948년 ~ )
- 여동생 : 이응소 (1986년 ~ )